# فرودگاه تراز
فرودگاه تاراز فرودگاهی عمومی واقع در کشور قزاقستان است که توسط Government اداره می‌شود.

## شرکت‌های هواپیمایی و مقصدهای پروازی
| شرکت‌های هواپیمایی | مقصدهای پروازی               |
| ----------------- | ---------------------------- |
| ایر آستانه        | آلماتی، آستانه               |
| اس۷ ایرلاینز      | فصلی: دوموده‌دوو              |
| اسکات ایرلاینز    | آلماتی، آستانه، خجند، سورگوت |
| قزاق ایر          | آلماتی                       |